# Hypothetisches Konstrukt
Ein hypothetisches Konstrukt, synonym auch offenes Konstrukt, ist ein Konstrukt (ein wissenschaftlicher theoretischer Begriff), das nicht oder noch nicht hinreichend empirisch belegt ist. Der Unterschied zum geschlossenen Konstrukt, synonym als Intervenierende Variable bezeichnet, liegt darin, dass das hypothetische Konstrukt in der Theoriebildung noch weniger weit gediehen ist und sich (noch) nicht vollständig definieren lässt.

## Stellenwert
Theorien liegen zum Zeitpunkt ihrer Entwicklung zunächst immer als hypothetische Konstruktionen vor. Hypothetische Konstrukte können erst bei genügender Operationalisierung wissenschaftlich überprüft (sog. Konstruktvalidierung) und gegebenenfalls falsifiziert werden. Hierbei treten unterschiedliche Schwierigkeiten auf:
- Für die methodische Testung von Thesen ist prinzipiell kein Prüfverfahren denkbar. Beispiel: „Gott existiert“ bzw. „Gott existiert nicht“ (gleiches gilt allgemein für sämtliche Jenseitsbehauptungen).
- Eine Hypothese ist zwar prinzipiell operationalisierbar, aber ihre Prüfung derart komplex, dass sie noch nicht oder nicht ganz durchführbar ist.
- Die Hypothese ist zwar operationalisierbar, aber im Wissenschaftsbetrieb noch nicht untersucht; solange muss sie als weder belegt noch widerlegt gelten.
- Die Hypothese ist zwar operationalisiert, aber die Ergebnisse ihrer Testung sind widersprüchlich. Dies kann u. a. daraus resultieren, dass die Operationalisierung unpassend ist.